# Paraclinus rubicundus
Paraclinus rubicundus är en fiskart som först beskrevs av Starks, 1913.  Paraclinus rubicundus ingår i släktet Paraclinus och familjen Labrisomidae. IUCN kategoriserar arten globalt som livskraftig. Inga underarter finns listade i Catalogue of Life.